# Гуллінбурсті

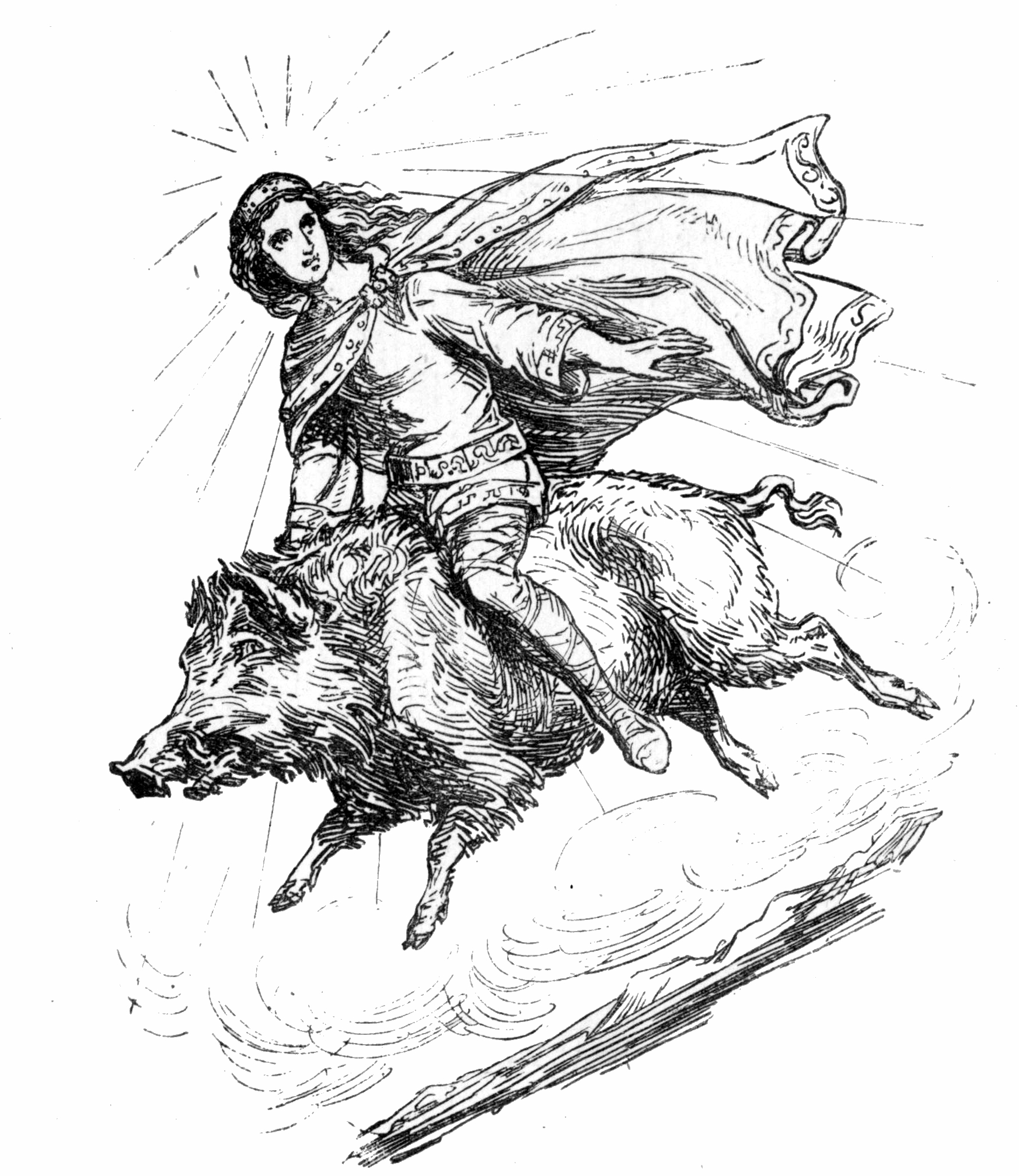
Фрейр на Гуллінбурсті, Людвіг Пітч, 1965

Гуллінбурсті (давньоскан. Gullinburste, дос. «золота щетина», також знаний як давньоскан. Slíðrugtanni, дос. «гострозубий») — швидкий вепр в скандинавській міфології, створений в результаті суперечки поміж братами-гномами Брокком та Сіндрі й богом хитрощів та підступу Локі. Належить Фрейрові.
Згадується в кількох місцях «Молодшої Едди». Так, в уривкові скальдичної поеми «Гусдрапа» (давньосканд. Húsdrápa) Фрейр на вепрі прибуває на похорон Бальдра. Далі в «Мові поезії» змальовується процес створення вепра зі свинячої шкіри.